# Constitution de Médine

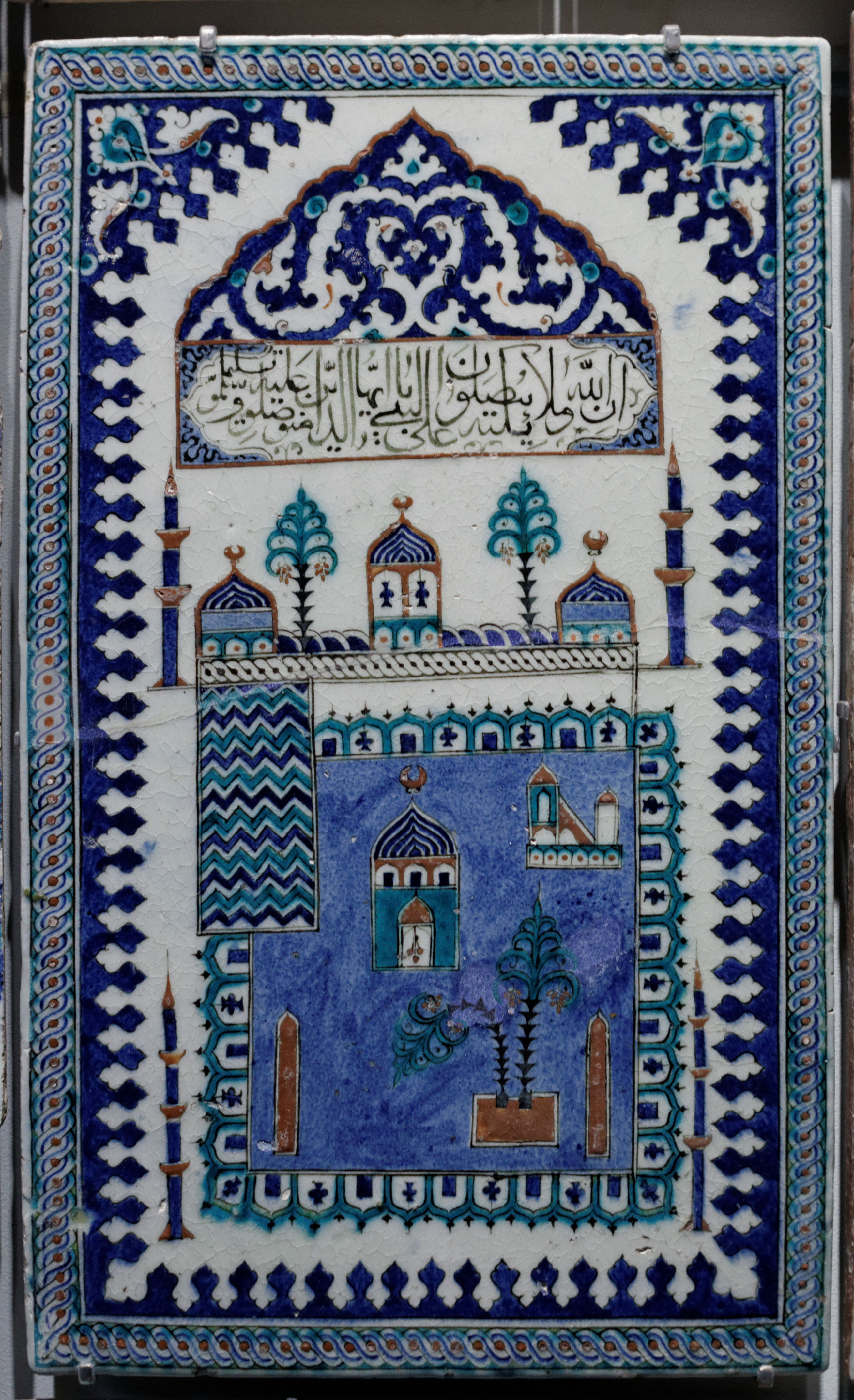
Représentation de la mosquée de Médine, céramique siliceuse, XVIIe siècle, Ottoman, musée du Louvre.

Le texte connu sous le nom de constitution de Médine, appelée également charte de Médine, est tiré du livre d'Ibn Ishaq, dans lequel il figure sous le titre : « Le pacte entre les Émigrés et les Ansars et la réconciliation avec les juifs ». Cette charte définit les droits et les devoirs des musulmans, des juifs (ou selon Tilman Nagel, seulement des Arabes convertis au judaïsme) et des autres communautés arabes tribales de Médine, dans la perspective de la guerre qui devait les opposer aux Qoraïchites.

## Historiographie
Selon plusieurs sources, souvent des auteurs confessionnels, la charte de Médine serait la première constitution écrite dans l'histoire du constitutionnalisme,,,,,. La première attribution du titre de « première constitution » à la charte de Médine apparaît dans le texte du théologien musulman Muhammad Hamidullah. Selon R. B. Serjeant, celui-ci ne s'est pas appuyé dans son étude sur l'appareil critique déjà établi pour ce texte. Selon l'historien R. B. Serjeant, la dite constitution de Médine s'inscrit dans la tradition préislamique des pactes écrits entre tribus[Lesquels ?] et est une compilation de plusieurs documents différents.
M. Lecker fait remarquer que le terme « constitution » n'est pas adapté puisque ce document s'inscrit dans le système des règles tribales. D'autant plus que le texte de ce pacte ne correspond ni dans la forme ni dans le fond à la définition de la constitution. D'ailleurs ni Ibn Ishaq, ni A. Guillaume auxquels fait référence R. B. Serjeant, n'utilisent le terme « constitution ». De plus, une constitution démocratique écrite existait déjà à Athènes au Ve siècle av. J.-C., donc plus d'un millénaire avant la Charte de Médine.
La complexité historique de ce texte rend sa définition complexe. L'historien conservateur Bernard Lewis considère qu'on ne doit pas considérer la « charte de Médine » comme un traité mais comme une proclamation unilatérale de Mahomet. À la charnière des XIXe – XXe siècle, l'historien orientaliste Julius Wellhausen parlait de « Gemeindeordnung », de statuts municipaux.
La charte de Médine se décrit elle-même comme un Kitāb (« document ») et comme un Ṣaḥīfa (« feuille »).

## Historicité
La première attestation historique de ce document se trouve dans la Sira d'Ibn Ishak rédigée au VIIIe siècle. L'authenticité historique de ce document est admis par les savants musulmans et de nombreux historiens,,,,,. Pourtant, cette historicité, tout comme son unité ou l'interprétation de termes complexes, a fait « couler beaucoup d'encre ».
Dans l'article « The Sunnah Jami'ah, pacts with the Yathrib Jews, and the Tahrim of Yathrib: Analysis and translation of the documents comprised in the so-called "Constitution of Medina" » (1978), l'historien R. B. Serjeant se livre à une analyse minutieuse et détaillée.

### Un texte composite
R. B. Serjeant part du texte d'Ibn Ishaq, qu'il complète par celui d'Abu 'Ubayd ainsi que par quelques sources secondaires (Isma'il b. Muhammad Ibn Kathir). En coupant chaque fois sur cette formule consacrée, Serjeant sépare huit documents comportant chacun leur formule consacrée finale. Chaque « document » pour l'historien est reconnu comme un pacte. Les huit documents séparés de l'historien sont les huit pactes que Mahomet a passés. Sur ce corpus des huit documents, l'historien R. B. Serjeant effectue son travail d'analyse : il date chaque document et le replace dans son contexte historique propre.
Aucune référence n'étant faite aux signatures ou aux sceaux qui auraient dû figurer en début du texte, R. B. Serjeant suppose qu'Ibn Ishaq n'a eu accès ni aux documents écrits originaux, ni à une copie conforme de ces documents écrits.
Dans Muhammad at Medina, Montgomery Watt examine de façon détaillée les connaissances qu'ont les historiens des tribus et des clans de Médine et de leur histoire, puis il se livre à une critique de fond, en historien, du texte habituellement connu sous le nom de « Constitution de Médine ». Il rappelle la controverse de datation (Wellhausen, Hubert Grimme, Caetani), certains détails du texte le situant au tout début de l'hégire, d'autres détails le situant après la bataille de Badr. Il souligne que cette discussion a été biaisée par le fait qu'elle suppose que le document forme un tout, alors que ce point aurait dû faire l'objet d'un examen critique avant toute autre chose. La phrase suivante fournit la réponse, nette, que donne Mongomery Watt :
« Il existe des raisons de penser que des articles, qui prennent naissance à différentes dates, ont été réunis. »
En conclusion, pour Mongomery Watt, on doit examiner et avoir présent à l'esprit cette possibilité : le document, tel que nous le connaissons, peut contenir des articles provenant de deux ou de plus de deux dates différentes. Pour Claude Cahen, « on a imprudemment pris l'habitude d'appeler « Constitution de Médine » » ce qui est « une série d'accords ». Ainsi, pour F. Denny, la charte de Médine est composée de différents sources de dates différentes réunies par Ibn Ishaq.
Le point clé de l'établissement du corpus de travail est l'idée de R. B. Serjeant qu'il suffit de couper le texte à chaque formule consacrée pour rétablir le texte des pactes initiaux (les textes qui existaient avant le collage en un seul document) et est d'avoir démontré que le pacte avec les Banu Qurayza, partie G, a été déplacé entre F et H, en plein milieu du texte proclamant l'enclave sacrée, ce qui fausse radicalement le sens.

### Les parties du texte
R. B. Serjeant identifie l'ensemble des documents A et B (traitant de la umma) à al-Sunnat al-Jdmi'ah de la Sira III, 101-104. Il y a un accord assez général, parmi les historiens, d'après le contexte, pour considérer l'ensemble A et B comme authentique et le dater de 622 (tout début de l'hégire). On trouve des allusions à ce texte dans le Coran et dans la Sira.
Ayant étudié en détail les clans arabes et les clans juifs de Yathrib, ayant tenté de préciser quels sont les clans juifs nommés, Montgomery Watt ne parvient à aucune certitude et émet l'opinion que les trois principales tribus juives sont probablement absentes de la liste. Dans l'article Muhammad de l'Encyclopædia Universalis, il est tout aussi catégorique que R. B. Serjeant sur l'inexistence à Médine d'autres tribus juives après le massacre : « Muhammad profita de ce succès pour éliminer de Médine, en la faisant massacrer, la dernière tribu qui y restait, les Qurayza. » Sans développer des considérations sur ce que « nous ne savons pas », Maxime Rodinson et R. B. Serjeant concentrent leur analyse sur ce que nous savons : le fait qu'il ne restera aucune tribu juive à Médine après le massacre des Banu Qurayza.
Un nouveau document, E, est signé, qui réaffirme le statut des juifs et le paiement de l'impôt nafaqah comme l'avait fait le traité de l'umma. Il semble que, après la bataille de Badr (en 624), les Juifs aient éprouvé quelque appréhension et se soient rapprochés des Quraysh de La Mecque. Le harcèlement des caravanes mecquoises que mène Mahomet, afin d'affaiblir La Mecque et aussi de financer ses activités, a peut-être touché des commerçants juifs. Ka'b, un Juif apparenté aux Nadir, poète coupable d'avoir raillé Mahomet, est assassiné. E1 y fait probablement allusion, la tournure énigmatique « un homme n'a pas » renvoyant probablement, selon R. B. Serjeant, à Mahomet.
R. B. Serjeant précise que le meurtre de Ka'b b. al-Ashraf a lieu en Rabi I de l'an III et il ajoute (voir également Ibn Ishaq, « L'affaire de Muhayyisah et de (son frère) Huwaysah ») :
« Le lendemain matin du meurtre de Ka'b, Mahomet déclara : « Tuez tout homme juif dont vous vous emparez. » »
Le document G est un traité conclu entre les Arabes de Yathrib en préparation de la bataille du fossé et n'implique que les seuls Banu Qurayza, seule tribu juive qui subsiste à Yathrib.

### Un document témoin historique
Selon R. B. Serjeant, le document F, proclamant Médine comme enclave sacrée, n'est pas placé à l'endroit de l'ordre chronologique dans les huit documents. Selon lui, la création de l'enclave sacrée est datée par les spécialistes postérieurement à la bataille du fossé (certains le situant même à une date aussi tardive que le retour de Khaybar). Selon Ibn Ishaq, Mahomet décrétera en l'an IX qu'aucun polythéiste ne pourra désormais faire le pèlerinage de La Mecque et qu'aucun n'aura une alliance ou un engagement, excepté celui qui avait antérieurement un engagement avec lui, et seulement jusqu'à l'expiration de son terme.
L'historien R. B.Serjeant rétablit la structure du texte. Il identifie huit documents différents qu'il regroupe et les rétablit dans leur chronologie, puisque selon lui, un des Pactes (la partie G) a été inséré à un endroit qui ne respecte pas cette chronologie. Son analyse rejoint les travaux de W. Montgomery Watt qui montrent le caractère composite du texte établi selon deux ou trois contextes historiques nettement différenciés. Pour Serjeant, le traité de l'oumma de 622 ayant déjà perdu deux tribus juives, en 625 et en 626, il est nécessaire de signer un nouveau traité avec la troisième en 627. Enfin, les trois tribus juives ayant été éliminées, l'enclave sacrée de Médine, comme l’enclave sacrée de la Mecque, ne comporte aucune tribu juive en 628-629, contrairement à ce qu'était — mais n'est plus — l’umma dans sa forme première, le slogan de la communauté musulmane, pour citer Maxime Rodinson, étant désormais devenu, « pour le moment du moins » : « une religion arabe pour les Arabes ».

## Dispositions

### Clauses en rapport avec les musulmans et les croyants monothéistes
- Les émigrés Qoraïchites et de Yathrib (Médine) et ceux qui les suivirent et luttèrent avec eux forment une seule communauté à part.
- Tous les musulmans quels que soient leurs tribus ou clans partagent entre eux le prix du sang, payent la rançon des captifs selon le bon usage et l'équité.
- Les croyants monothéistes ne délaissent jamais un endetté qui a la charge d'une famille ; ils lui donnent des fonds destinés à payer le prix du sang ou le rachat d'un captif.
- Tous les croyants monothéistes devront s’unir contre quiconque étant rebelle ou cherchant à promouvoir l’hostilité ou la sédition, quels que soient leurs liens familiaux ou tribaux.
- Aucun croyant monothéiste ne doit en tuer un autre, ou soutenir un non croyant au détriment d’un croyant.
- La protection de Dieu est sur tous les croyants monothéistes, indépendamment de leur classe ou de leur origine tribale.
- Les croyants monothéistes doivent s’entraider.
- Il est défendu à un croyant monothéiste ayant consenti à ce qui est écrit dans ce texte et cru en Dieu et au jour du jugement de secourir un criminel ou de l’héberger. S'il le fait, il sera maudit par Dieu au jour de la résurrection, sans pitié, et l'on n'acceptera de lui ni compensation, ni indemnité.

### Clauses en rapport avec les juifs
- Les juifs ne font qu’une communauté avec les croyants.
- Les juifs peuvent continuer de professer leur religion et la liberté de pratiquer leur religion est garantie.
- Tout juif qui adhère à cette charte doit avoir l’aide et l’assistance des croyants et tous les droits des croyants doivent lui être donnés.
- Chaque tribu et chaque clan juif est responsable de son prix du sang, de ses taxes de châtiment et de ses payements de rançon.

### Clauses communes à tous
- Les juifs et les croyants monothéistes de Médine ont un pacte de défense mutuelle entre deux groupes. Pour honorer ce pacte, ils doivent en payer le coût nécessaire.
- Les juifs et les croyants monothéistes de Médine se conseilleront et leurs relations mutuelles doivent être fondées sur la droiture, alors que le péché est interdit.
- Aucun des juifs ou des croyants monothéistes ne doit commettre de péchés portant préjudice à l’autre groupe.
- Si les juifs font du tort aux croyants monothéistes ou si ceux-ci font du tort à ceux-là, alors le parti lésé doit être aidé.
- Médine doit rester un lieu sacré et inviolé pour tous ceux qui joignent la charte, à l’exception de ceux qui ont commis une injustice ou un crime.
- Tous les participants à cette charte doivent défendre Médine de toute attaque étrangère.
- Aucune clause de cette charte ne doit interdire à aucun parti de demander un châtiment légal.
- Aucun participant à cette charte ne peut déclarer une guerre sans la permission du prophète de l'islam Mahomet.
- Chaque fois qu’un désaccord s’élève entre deux participants à cette charte, le désaccord doit être soumis à Dieu et à son messager pour arbitrage.